# ليانج ودونج
ليانج ودونج (بالصينية: 梁武东) (بالصينية: 梁武东)، هو طبيب صيني كان يعمل في مستشفى الطب الغربي في خوبي، وأول طبيب يموت من جائحة فيروس كورونا 2019-2020 بسبب عدوى المستشفيات.

## حياته
كان ليانغ مديرًا لقسم أمراض الأنف والأذن والحنجرة بمقاطعة خوبي المتكاملة للطب الصيني التقليدي ومستشفى الطب الغربي. وكان يعاني من مرض عدم انتظام ضربات القلب والرجفان الأذيني المستمر، وفي 16 يناير 2020 شعر ليانغ بتوعك وحمى شديدة وقشعريرة وذهب إلى مقاطعة خوبي المتكامل للطب الصيني التقليدي ومستشفى الطب الغربي للعلاج ووجد أن الأشعة المقطعية أظهرت أن الرئتين كانوا يظهروا باللون الأبيض وكان هناك أعراض واضحة للعدوى الرئوية.